# Maison de Genève
La maison de Genève, ou Géroldiens (nom donné par certains généalogistes en raison de son premier ancêtre Gérold), est une puissante famille seigneuriale apparue vers le début du XIe siècle et détenant le titre comtal de Genève, comes gebennensis. La famille, rivale de la maison de Savoie, domine le comté de Genève jusqu'à son extinction en ligne masculine en 1394.

## Histoire

### Origines
Les premières mentions du titre de comte de Genève remontent à 1001-1002,,, avec la mention dans un acte d'un certain comte Manassès. Cet officier du dernier roi de Bourgogne, Rodolphe III est mentionné et attesté dans sa titulature « Ego in Dei nomine Manasse comes » sur le comté de Genève. Toutefois, si l'apparition, d'après les mentions, des comtes de Genève remonte à cette même période,,, aucun lien de parenté n'est avancé avec la dynastie présentée.
Le premier membre de la famille reste un certain Gérold ou Giraud, vers le milieu du XIe siècle, (1032). Ce Gérold pourrait être un petit-neveu de Rodolphe III, dernier roi de Bourgogne, ou en tout cas un descendant des Rodolphiens par les femmes. Le nom de son père reste inconnu. Cette dynsatie émerge au début de l'an mil quasiment au même moment que les autres grandes familles comtales, de ce que les historiens nomment le Rhône moyen, dans l'ancien royaume de Bourgogne, avec les Humbertiens futurs Savoie, les Guigonides ou d'Albon, qui prendront le titre de « Dauphin », les Valence ou encore les Forez.
La famille pourrait descendre de hauts fonctionnaires carolingiens, possédant des droits dans la cité de Genève et de part et d'autre du lac Léman. Leurs possessions s'étendent sur un territoire compris dans la partie sud du Rhône, entre Genève et la ville de Seyssel, située à l'Ouest. Il s'agit donc de la Semine, de l'Albanais, les rives du lac d'Annecy, de la vallée de Thônes (hautes vallées alpines de Manigod, Nom, Borne), la région de La Roche (plateau de la Borne ou des Bornes) et la vallée de Chamonix. Pour certains auteurs, la signature à Seyssel d'un traité en 1124 laisse supposer que les Genève disposent de droit sur le pays de Gex, dont les nobles seraient les vassaux. D'autres terres sont acquises au cours des siècles suivants. Le comte Gérold aurait pour frère Conon, évêque de Maurienne, et pourrait aussi être apparenté à l'évêque de Genève, Giraud ou Gérold (v.  988),.
En 1032, le comte Gérold semble s'opposer à l'empereur Conrad II le Salique, lorsque ce dernier souhaite obtenir les droits du royaume de Bourgogne. Si l'Empereur est soutenu par une partie de la noblesse locale, le comte de Genève défend le parti adverse. L'Empereur obtient gain de cause et se fait couronner à Genève le 1er août 1034. Le comte Giraud épouse Thetberge de Rheinfelden, veuve de Louis Ier de Faucigny.

### Relation avec la cité de Genève
Le comte Aymon Ier de Genève, petit-fils de Giraud, domine le comté de Genève durant son règne, toutefois son pouvoir sur la cité de Genève est remis en cause,. En effet, le pouvoir comtal à cette période rivalise avec les ecclésiastiques pour les nominations religieuses. Le comte de Genève doit alors s'opposer à l'évêques de la cité, Humbert de Grammont,. Ce dernier finit par excommunier le comte et lui imposer le traité de Seyssel de 1124,. Ce traité prévoit en effet l'abandon des prétentions temporelles du comte sur la ville de Genève au profit de l'évêque,. Le comte ne garde plus que le château du Bourg-de-Four. Il obtient en contrepartie certains droits et biens de l'évêque dans le comté.

### Disparition de la famille de Genève
La famille de Genève s'éteint avec la mort de Robert, le 16 septembre 1394, dernier comte et connu sous le nom papal de Clément VII. Entre 1401-1402 et 1424, le comte Amédée VIII de Savoie obtient le rachat des droits sur l'héritage des Genève à l'ensemble des prétendants,. Le comté de Genève devient l'apanage pour les cadets de la maison de Savoie.

## Héraldique
| Famille de Genève | Les armes ancienne de la maison de Genève se blasonnent ainsi : D'argent à la bande d'azur accompagnée de deux lions du même.,. Blason utilisé à partir de Aymon Ier de Genève. |

| Famille de Genève | Les armes qui sont « universellement [attribuées] à la maison de Genève » (Foras) se blasonnent ainsi : D'or à quatre points équipolés d'azur. Armes adoptées depuis Amédée II de Genève vers 1280. Le comte de Foras précise toutefois dans son analyse que « les Comtes de Genève ont porté à l'origine une croix ajouréé et non des points équipollés qui ne peuvent être qu'une corruption de la figure antique adoptée postérieurement à l'extinction de la lignée souveraine, après 1394 ». Devise : APTE NON ARCTE (« Justement mais non étroitement. ») pour les Genève-Lullin |

## Filiation
Filiation reposant en partie sur le tableau généalogique des Genève proposé dans le Régeste genevois (1866) et amendé par les publications plus récentes, notamment les travaux de Duparc (1955) ou encore l'article du Dictionnaire historique de la Suisse (2010).
Les comtes de Genève sont mis en gras. Les noms entre crochets ([…]) sont des suppositions.
- Gérold ou Giraud († av. 1080), fils de Berthe, princeps regionis civitatis genevensis.
  - ∞ (1, v. 1040) Giséle [de Bourgogne.
    - (1 ?) Jeanne, ∞ comte de Genève Amédée II de Maurienne.

  - ∞ (2, v. 1060/61) Thetberge ou Thietburge [de Rheinfelden].
    - (1 ou 2) Conon († av. 1080), comte.
    - (2) Aymon Ier († v. 1128), comte de Genève, ∞ Ita/Ida [de Faucigny] ou [de Glâne].
      - Gérold (vivant v. 1090).
      - Amédée Ier († 1178), comte de Genève, ∞ (1) Mathilde de Cuiseaux ou de Neuchâtel, ∞ (2, avant 1147) N. de Domène.
        - (1) Guillaume Ier, comte de Genève, ∞ (1?) Agnès de Savoie, fille du comte Amédée III de Maurienne, ∞ (2?) Béatrice, probable fille du seigneur Aymon Ier de Faucigny.
          - (1) Humbert (av 1174-† av. 1225), ∞ N.N. (Agnès de Savoie ?).
            - Pierre, ∞ Mathilde/Mahaut de Lacy, établi en Angleterre.
            - Ebal († v. 1259), noble, établi en Angleterre.
            - Alix/Alisia, ∞ Rodolphe de Grésier.

          - (2) Aimon (v. 1174-† v. 1191/95).
          - (2) Marguerite [Béatrice/Béatrix, Nicole], ∞ (vers 1196) comte Thomas Ier de Savoie.
          - (2) Guillaume (mentionné à partir de 1205), comte de Genève, ∞ (1) N.N., probable fille de Guigues III de Forez, ∞ (2) Alice/Alix, [de La Tour du Pin] ou [de Faucigny].
            - (2) Raoul ou Rodolphe, comte de Genève, ∞ Marie de Coligny, dame de Varey.
              - Aymon († 1280), comte de Genève, ∞ (1, 1271) Agnès de Montfaucon-Montbéliard, ∞ (2, 1279) Constance de Moncade.
                - (1) Jeanne, ∞ Philippe II de Vienne, seigneur de Pagny
                - (1) Agathe ou Comtesson († 1302), ∞ Jean de Vienne, sire de Roulans et Miribel.

              - Guy († 1294), religieux.
              - Henri († 1296), évêque de Valence, puis archevêque de Bordeaux.
              - Amédée († 1308), comte de Genève, ∞ (1285) Agnès de Chalon ou de Bourgogne
                - Guillaume (v.1280-1320), comte de Genève, ∞ (1297) Agnès de Savoie.
                  - Amédée(1311-1367), comte de Genève, ∞ (1334) Mathilde d'Auvergne dite Mahaut d'Auvergne de Boulogne.
                    - Aymon († 1367), comte de Genève
                    - Amédée († 1368), comte de Genève
                    - Jean († 1370), comte de Genève
                    - Pierre († 1393), comte de Genève, ∞ Marguerite de Joinville, héritière du comté de Vaudémont.
                    - Robert (né vers 1342-† 1394), pape sous le nom Clément VII, comte de Genève.
                    - Marie († 1382), ∞ (fiancée, 1346) Philippe II de Savoie-Achaïe, seigneur de Piémont, ∞ (1, 1361) Jean II de Chalon-Arlay, ∞ (1, 1368) Humbert VII de Thoire
                      - Humbert de Villars, héritier du titre et des terres de Genève, mais il meurt dès 1400, sans postérité.

                    - Blanche, dame de Frontenay († 1416), ∞ (1363)  Hugues II de Chalon-Arlay, vicomte de Besançon (1362-1392), vicaire impérial (1364-1392), sans postérité. Héritiè§re du titre de comtesse de Genève en 1400 à la mort de son neveu Humbert de Villars.
                    - Jeanne († 1389), ∞ (1358) Raymond V des Baux, prince d'Orange.
                    - Yolande († 1362), ∞ (v.1360) Aymeri VI, vicomte de Narbonne, sans postérité.
                    - Catherine († 1407), ∞ (1380) Amédée de Savoie-Achaïe, prince d'Achaïe, d'où postérité.

                  - Marguerite.
                  - Yolande, ∞ (1348) Béraud II comte de Clermont.
                  - (avec Émeraude de La Frasse) Pierre, bâtard de Genève, chevalier, auteur des Genève-Lullin et Genève-Boringe, ∞ Catherine de Ternier.

                - Amédée (né v. 1294), évêque de Toul.
                - Hugues († 1365), seigneur, ∞ (1, 1308) Isabelle d'Anthon, ∞ (1, 1351) Éléonore de Joinville.
                  - (1) Aimon/Aymon († 1369), ∞ (1) Béatrix de Montbel, ∞ (2, 1361) Jeanne de Vergy, ses titres et terres passent à sa sœur.
                  - (1) Béatrice/Beatrix (it), († † 1392)
                  - (1) (?) Amédée de Saluces († 1419), cardinal, parfois donné mais il semble être plu^tot son petit-fils.

                - Jeanne († v. 1303/09), ∞ (1300) Guichard VI d'Albon, dit le Grand, seigneur de Beaujeu.
                - Marie, ∞ Jean II de Châlon-Auxerre.

              - Jean († 1297), prieur de Nantua, abbé de Saint-Seine, évêque de Valence.
              - Marguerite (1266-† 1322), ∞ (1288) Aymar/Adhémar de Poitiers, comte de Valentinois.

            - (2) Amédée (av 1234-† v. 1276), évêque de Die.
            - (2) Aimon († 1263), évêque de Viviers.
            - (2) Henri, seigneur des châteaux de Terniers et du Vuache, ∞ N.N..
              - Béatrix.
              - Eléonore, ∞ Bertrand IV des Baux, prince d'Orange.

            - (2) Robert († 1287), évêque de Genève.
            - (2) Guillaume.
            - (2) Agathe, abbesse de Sainte-Catherine du Mont.
            - (2 ?) Béatrice/Béatrix/Contesson, ∞ Raymond [V], seigneur de Mévouillon.
            - Gui, Guy ou Guigues († 1291), évêque de Langres.

        - (2) Comtesson ou « la comtesse » (1155-?), ∞ Henri, seigneur de Faucigny.
        - (2)Amédée (avt 1153-1210/11), auteur de la branche de Gex, ∞ Poncia de Thoire et Villars.
          - Étienne, seigneur de Gex (v. 1211-1227).
            - Amédée II, seigneur de Gex (v. 1227-1247), ∞ Béatrice de Baugé.
              - Léonor/Léonete/Léonette († 1302), ∞ (1252) Simon de Joinville († 1276), héritiers du titre de Gex.
              - Isabelle.
              - N. N.
              - Marguerite, prieure de Mélan.

        - (2) Béatrice (?), ∞ Ebal IV de Grandson.

      - Guillaume († av. 1153).
      - (?) Lecerina/Laure (1096 - 1140), ∞ Guillaume-Hugues II de Monteil.

Le généalogiste bugiste, Samuel Guichenon, a publié, dans son ouvrage Histoire généalogique de la royale maison de Savoie (1660), une table généalogique de la famille de Genève, mentionnant la généalogie suivante, qui n'a à ce jour pas été attestée :
- 880 (?) : Ratbert (870/880 - † 901) ;
- 931 (?) : Albitius (900 - † 931/932), son fils, comte de Genève ;
- (?) : Conrad (930 - † vers 963), son fils, comte de Genève ;
- v. 963-974 (?) : Robert († 974), son fils, comte de Genève, mentionné comme bienfaiteur de l'église/du prieuré de Peillonnex, alors que la charte daterait de 1012[22]. Aurait eu deux fils Conrad et Albert
- 974-1001 (?) : Albert de Genève, son fils, comte de Genève ∞ Eldegard
- 1004 (?) : Renaud, comte de Genève
- 1016 (?) : Aymon, comte de Genève, ∞ Berthe de Flandres, fille du comte Baudoin
- 1034 : Gérold, comte de Genève, ∞ Gisèle nièce du roi Rodolphe III de Bourgogne dont il a eu Robert, Jeanne et Gérold
- v. 1060 : Robert, comte de Genève, fils du précédent. Mort sans postérité
- v. 1080 : Gérold ou Gérard, comte de Genève, frère du précédent, ∞ N. de Thetberge

## Personnalités
- comtes de Genève

- Agathe, abbesse de Sainte-Catherine du Mont (1251—1279).
- Aimon († 1263), évêque de Viviers (1255-1263).
- Amédée († v. 1276), évêque de Die (1245-1276).
- Robert († 1287), évêque de Genève (1276-1287).
- Henri († 1296), évêque de Valence (1283), puis archevêque de Bordeaux (1289-1296).
- Marguerite, prieure de Mélan ((1288-1294, 1298-1318).
- Jean († 1297), prieur de Nantua (1266-1283), abbé de Saint-Seine, évêque de Valence (1283 - 1297).

Amédée († 1330), évêque de Toul (1321-1330)
- Robert († 1394), pape sous le nom Clément VII, comte de Genève.

## Branches

### Branches cadettes
- Famille de Gex, débute avec Amédée de Genève dit de Gex, fils cadet du comte Amédée Ier[7].
- Maison de Faucigny, cette famille a pu être considérée, par certains auteurs anciens, comme une branche cadette des Genève. Toutefois, les historiens contemporains récusent cette affirmation et ne retiennent que le lien de vassalité des Faucigny envers les Genève, comme par exemple Nicolas Carrier et Matthieu de La Corbière[23].

### BrancheGenève-Lullin

#### Origines
Pierre, fils fils illégitime, du comte Guillaume III de Genève, dit le bâtard de Genève, est à l'origine du rameau des Genève-Lullin, puis de la tige des Genève-Boringe et de Cursinges,,.
Pierre de Genève épouse Catherine de Ternier, qui lui apporte les biens hérités de son frère, ainsi que de son petit-fils Pierre des Clets,,. Leur fils, Thomas, héritier des possessions de sa mère, réalise un mariage favorable avec Guillemette de Fernay, l'héritière des derniers seigneurs de Lullin, Montforchat/Montforchier/Montforchiat, La Bâtie-Cholay et Boringe,,. Thomas est créé, en 1380, chevalier de l'ordre de l'Annonciade par le comte Amédée VII,.
La seigneurie de Lullin reste en possession de la famille jusqu'au XVIIe siècle. Gaspard de Genève est fait par lettres marquis de Lullin, en 1597,.
La branche disparaît avec le dernier marquis de Lullin († 1662), puis sa sœur dernière héritière, Marie de Genève-Lullin, marquise de Pancalier († 1675),,, marié à Carlo Francesco Valperga.
Antoine, fils naturel de François Prosper de Genève, seigneur de Lullin, est l'auteur de la tige des Genève-Boringe,. Elle subsiste jusqu'à la fin du XIXe siècle.

#### Filiation
Tableau généalogique des Genève-Lullin,.
- Pierre, bâtard de Genève, chevalier, seigneur, ∞ Catherine de Ternier.
  - Thomas († av. 1423), chevalier, seigneur, ∞ (1) Guillermette de Fernay, héritière de la baronnie de Lullin et de la seigneurie de Boringe ; ∞ (2) Françoise de Compey ou Compois.
    - (2) Pierre, chevalier, seigneur de Vulliens, hérite de Ternier. Sans descendance.
    - (2) Guillaume († av. 1467), chevalier, seigneur de Lullin, ∞ (1423) Marguerite de Menthon.
      - Humbert, vénérable messire, prêtre.
      - Jean le Jeune, religieux.
      - Jeanne, ∞ noble Jean de Glanaz.
      - Jean l'Aîné († av. 1505), chevalier, seigneur de Lullin, ∞ (1, 1463) Françoise de Blonay ; ∞ (2, 1497) Georgette de Viry.
        - Amédée  († av. 1536), seigneur.
        - Aymon, baron de Lullin, chevalier, ∞ (1, 1505) Claudine de Montagny ; ∞ (2, 1514) Marie de Duyn.
          - N.N., bâtard.
          - (maîtresse Catherine Chardonnens de Moudon) Jacques et Catherine, bâtards.
          - Georges, héritier, non marié.
          - (1) Marguerite, ∞ (1523) Aymon-Gaspard de Rovorée.
          - Guy, chevalier, seigneur de la Bâtie, baron de Lullin, ∞ (1, 1547) Catherine, fille du seigneur de Ray ; ∞ (2, 1563) Anne de Grolée.
            - (1) Gaspard, marquis de Lullin, dont postérité.
            - (1) Marguerite, abbesse de Baume.
            - (1) Georgette, ∞ François de Vautravers, baron d'Eclens.
            - (1) Charlotte-Françoise, ∞ (1571) Alexandre de Bottolier, seigneur.
            - (1) Adriane, religieuse.
            - (1) Péronne, ∞ Louis de la Peroussaz de Draillans.
            - (2) Philiberte-Emmanuelle.

        - François, religieux.
        - Béatrix, ∞ André de Grolée.
        - Louis, religieux.
        - Marie, ∞ Philibert de Challant.
        - Jean seigneur. Dont postérité.

      - Philippe, cohéritier universel, ∞ Claudine de Thouraise.
      - Amédée, seigneur de Pont Boringe et La Bâtie-Cholay, ∞ (1467) Bonne de La Chambre.
      - Péronnette.
      - Catherine, non mariée.
      - Marguerite, ∞ noble Amédée Hoste.
      - Louis, seigneur du château d'Alby, ∞ Jeanne, fille du coseigneurs de la Val des Clets.
      - Antoine, noble, bâtard.

    - (2) Catherine, ∞ André de Grolée, seigneur.
    - (2) Amédée, seigneur d'Ougnier, ∞ Antoinette de Saint-Jeoire. Sans descendance.
    - (2) (?) Blanche, ∞ Guy de Rovorée.

#### Personnalités
- Thomas de Genève, chevalier, seigneur de Lullin, etc., au service du comte de Savoie, chevalier de l'ordre du Collier (1383/1391)[29],[39] ;
- Guillaume de Genève († 1467), chevalier, seigneur de Lullin, etc., bailli et gouverneur du pays de Vaud (1445-1446, 1447-1449, 1462-1466)[40],[41], chevalier de l'ordre du Collier (1440/1465)[39], conseiller et grand maître d'hôtel ducal[42],[29] ;
- Jean (Janus) de Genève, dit l'Aîné († av. 1505), cohéritier universel du château de Lullin, conseiller ducal, bailli  de Vaud (1466-1467, 1470, 1476)[40],[41],[42], chevalier de l'ordre du Collier (1465[39] ou 1476[42])[29] ;
- Amédée de Genève († apr. 1485), seigneur de Pont Boringe et La Bâtie-Cholay, bailli de Bresse, vidomne de Genève (1482)[43].
- Amé/Aymon/Amédée de Genève († 1551), seigneur/baron de Lullin, conseiller et chambellan ducal, bailli de Vaud (1526-1536)[40],[41],[42], chevalier de l'Ordre du Collier (1526[42] ou 1527/1551[39]) ;
- Prosper de Genève, seigneur de Cursinge, St-Rambert, ambassadeur ducal en France, chevalier de l'ordre du Collier (1569)[39],[26] ;
- Gaspard de Genève, marquis de Lullin (1597), chevalier de l'ordre du Collier (1598)[39],[26] ;
- Clériadus de Genève, marquis de Lulin, chevalier de l'ordre du Collier (1618)[39],[26] ;
- Albert-Eugène de Genève, marquis de Lullin, chevalier de l'ordre du Collier (1638)[39] ;

## Titres, offices et possessions

### Titre
La famille de Genève porte le titre de comes gebennensis que l'on traduit par Comte de Genève. Toutefois, on trouve dans l'historiographie ancienne, notamment genevoise et savoyarde, la forme Comte de Genevois. Ainsi la compilation du Régeste genevois (1866) possède des entrées pour « Genevois (comtes de), et famille de Genève ». Cette forme est utilisée notamment après l'extinction des comtes par les membres de la maison de Savoie qui recevront le Genevois en apanage.
Héritier de la seigneurie de Lullin, une branche des Genève porte le titre de baron, puis de marquis de Lullin (1597).

### Charges
Les cadets ou les membres de la branche des Genève-Lullin obtiennent des charges au sein de l'administration genevoise, puis savoyarde, à la suite de l'achat du comté en 1401.
Guillaume de Genève est ainsi bailli de Faucigny pour la période de 1459 à 1461 pour le comte de Savoie.

### Possessions
Les possessions de la famille sont situées principalement dans le diocèse de Genève, du lac Léman à celui du lac du Bourget, mais aussi dans les Pays de Vaud et de Gex, et en Graisivaudan. Dès 1090, il cède toute la vallée de Chamonix, qui leur appartenait, aux moines Bénédictins de Saint-Michel.
La famille de Genève a détenu une vingtaine de châteaux. Voici une liste par ordre alphabétique, et non exhaustive, de ces possessions tenues en nom propre ou en fief (voir également Châtellenies comtales) :
- château d'Annecy, à Annecy, la capitale administrative[46] ;
- château de Ballaison, à Ballaison ;
- château du Bourg-de-Four, à Genève ;
- château de Charousse, à Passy[47] ;
- château de Clermont, à Clermont, résidence d'été[46] ;
- château des Clets ;
- château de Duingt ;
- palais de l'Isle, à Annecy ;
- château de Novel, à Annecy ;
- château de Rumilly, à Rumilly, contrôlant l'axe commercial entre le comté de Savoie et Genève[46] ;
- Château de Sallanches, à Cordon (avant 1370, à cette date Jean de Genève l'inféode à son oncle le «bâtard» Pierre de Genève)[48].

## Sépulture
Le couvent de Sainte-Catherine du Mont, près d'Annecy, est considéré comme le « lieu habituel de sépulture des princes de la maison de Genève, depuis la fondation de cet établissement religieux ». Le rôle de nécropole des membres de la famille Genève est partagée avec la chartreuse de Pomier.